# Slobodan Nikić
Slobodan Nikić (in serbo Слободан Никић?; Zrenjanin, 25 gennaio 1983) è un allenatore di pallanuoto ed ex pallanuotista serbo, tecnico del Vasas. Ha vinto un oro, un argento e un bronzo olimpici, nonché tre titoli mondiali, cinque europei, due Coppe del Mondo, nove World League e un oro ai Giochi del Mediterraneo.
Nel 2020 è stato membro del consiglio di amministrazione del Partizan Belgrado.

## Palmarès

### Club

#### Trofei nazionali
- Campionato serbo-montenegrino: 2

Partizan: 2002
Jadran H.N.: 2005
- Coppa di Serbia e Montenegro: 2

Partizan: 2002
Jadran H.N.: 2005
- Campionato greco: 3

Olympiakos: 2007, 2008, 2009
- Coppa di Grecia: 4

Olympiakos: 2006, 2007, 2008, 2009
- Campionato italiano: 2

Pro Recco: 2010-11, 2011-12
- Coppe Italia: 2

Pro Recco: 2009-10, 2010-11
- Campionato turco: 3

Galatasaray: 2013, 2014, 2015
- Campionato ungherese: 2

Ferencváros: 2018, 2019
- Coppa d'Ungheria: 2

Ferencváros: 2018, 2019

#### Trofei internazionali
- LEN Champions League: 2

Pro Recco: 2009-10
Ferencváros: 2018-19
- Supercoppa LEN: 2

Pro Recco: 2010
Ferencváros: 2018
- Coppe LEN: 1

Ferencváros: 2017-18

### Allenatore
- LEN Euro Cup: 1

Vasas: 2022-23

### Nazionale
- Olimpiadi

Atene 2004: 
Londra 2012: 
Rio de Janeiro 2016 
- Mondiali

Montréal 2005: 
Roma 2009: 
Kazan' 2015: 
Shanghai 2011: 
Barcellona 2003: 
- Europei

Kranj 2003: 
Belgrado 2006: 
Málaga 2008: 
Zagabria 2010: 
Eindhoven 2012: 
Budapest 2014: 
Belgrado 2016: 
- Coppa del Mondo

Budapest 2006: 
Oradea 2010: 
- World League

Belgrado 2005: 
Atene 2006: 
Berlino 2007: 
Genova 2008: 
Niš 2010: 
Firenze 2011: 
Čeljabinsk 2013: 
Dubai 2014: 
Bergamo 2015: 
Long Beach 2004: 
Podgorica 2009: